# Neagolius amblyodon
Neagolius amblyodon är en skalbaggsart som beskrevs av Daniel 1900. Neagolius amblyodon ingår i släktet Neagolius och familjen Aphodiidae. Inga underarter finns listade i Catalogue of Life.